# Exogonella longipedata
Exogonella longipedata är en ringmaskart som beskrevs av Hartman 1965. Exogonella longipedata ingår i släktet Exogonella och familjen Syllidae. Inga underarter finns listade i Catalogue of Life.